# Stazione di Nostrand Avenue
La stazione di Nostrand Avenue (in inglese Nostrand Avenue Station) è una stazione ferroviaria posta sull'Atlantic Branch della Long Island Rail Road. Serve il quartiere Bedford-Stuyvesant del borough newyorkese di Brooklyn.

## Storia
La stazione fu aperta nel 1877 come parte della Brooklyn and Jamaica Railroad. Tra il 1903 e il 1905 la stazione venne ricostruita in viadotto. Tra il 2018 e il 2020 la stazione è stata sottoposta ad un'estesa ristrutturazione, in occasione della quale è stata anche resa accessibile alle persone con disabilità motoria.

## Strutture e impianti
La stazione è posta su un viadotto e ha due banchine laterali e due binari.

## Movimento
La stazione è servita dai treni delle linee Babylon, Far Rockaway, Hempstead, Long Beach, Montauk, Oyster Bay, Port Jefferson, Ronkonkoma e West Hempstead del servizio ferroviario suburbano della Long Island Rail Road.

## Servizi
La stazione è accessibile alle persone con disabilità motoria.
- Biglietteria automatica

## Interscambi
La stazione è servita da diverse autolinee gestite da NYCT Bus e sorge vicino alla stazione Nostrand Avenue della linea IND Fulton Street della metropolitana di New York.
- Stazione metropolitana (Nostrand Avenue, linee A, C)
- Fermata autobus